# Phillip King
Phillip King, född 1 maj 1934 i Tunis i dåvarande franska protektoratet Tunisien, död 27 juli 2021 i London, var en brittisk skulptör.
King utbildade sig i moderna språk vid universitetet i Cambridge 1954-57 och i skulptur vid Saint Martins School of Art i London 1957-1958 för Anthony Caro. Tillsammans var King och Caro också assistenter till Henry Moore. Utöver detta  undervisade han samtidigt på Saint Martins School of Art.
King deltog 1964 med verk vid documenta III i Kassel och vid 4. documenta år 1968. 
Åren 1980-1999 var King professor vid Royal College of Art och preses för Royal Academy of Art 1999-2004.

## Offentliga verk i urval
- Zen Garden (King och elever från Royal College of Art), Tout Quarry, ön Portland i Dorset i Storbritannien
- Call, 1967, Yorkshire Sculpture Park
- Cross-Bend, 1978-80, vid Europeiska patentorganisationen i München

## Bildgalleri

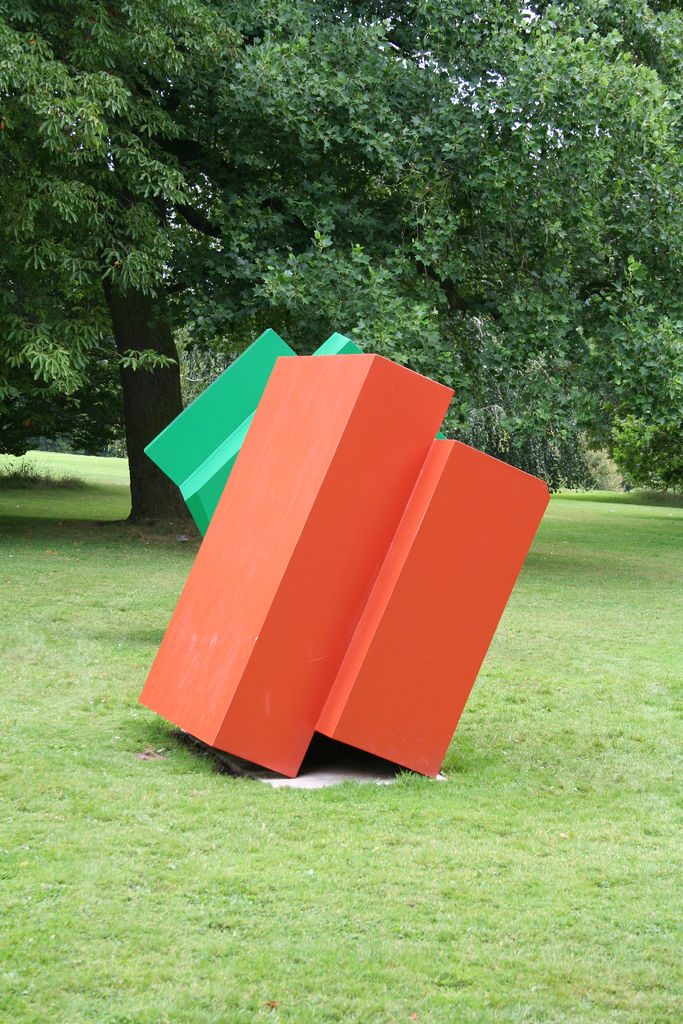
Call i Yorkshire Sculpture Park
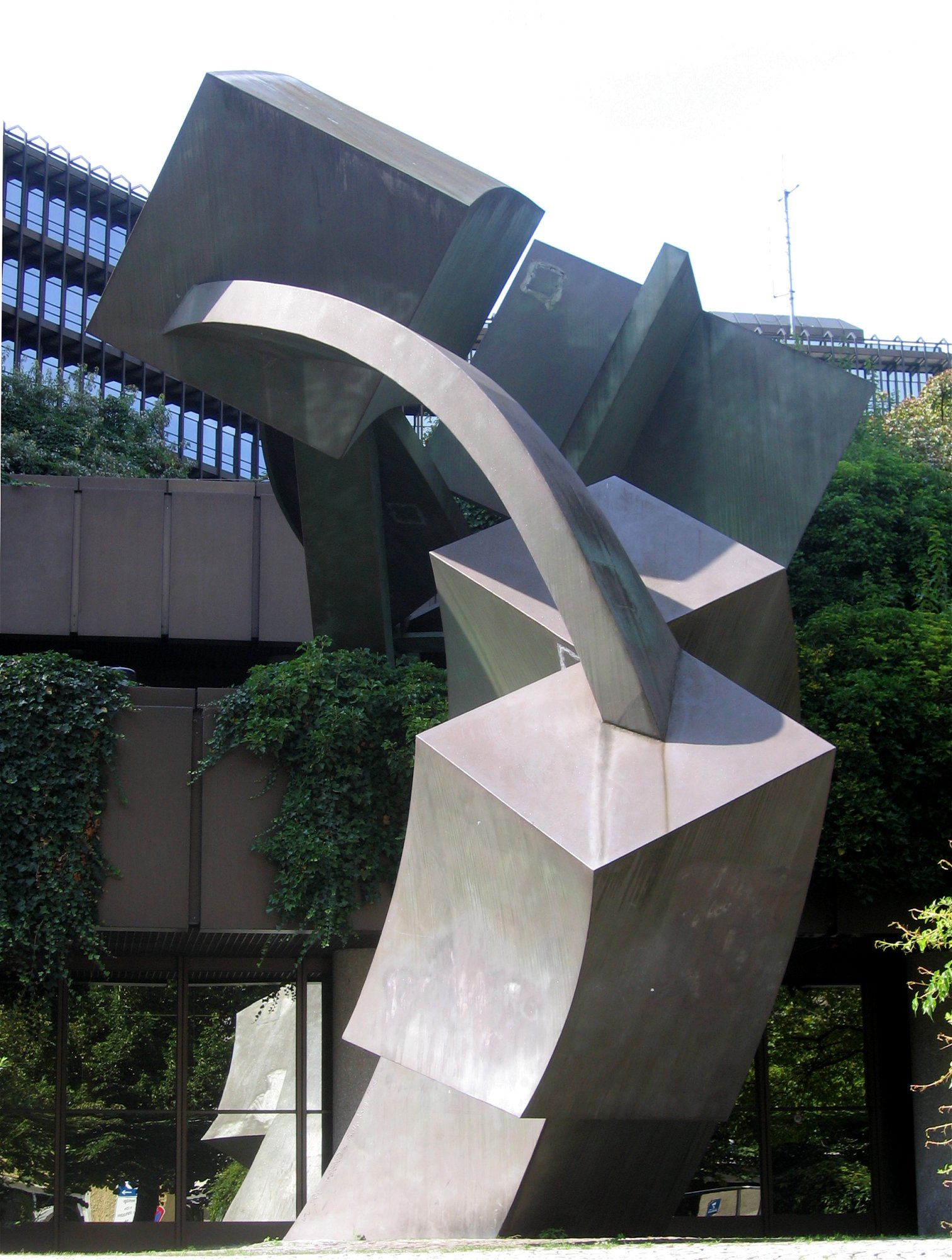
Cross-Bend i München
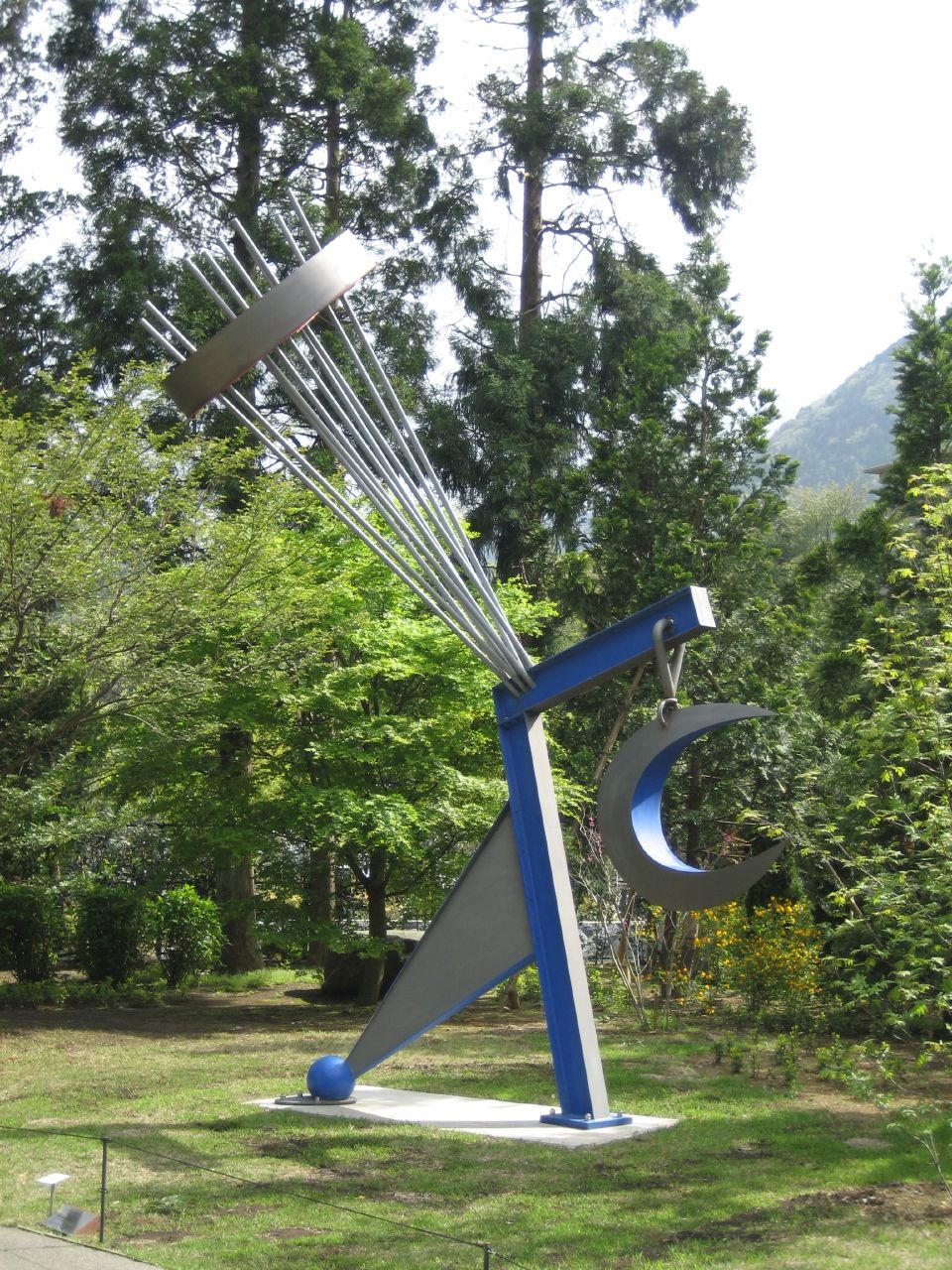
Skulptur i Skulpturparken Hakone i Japan.
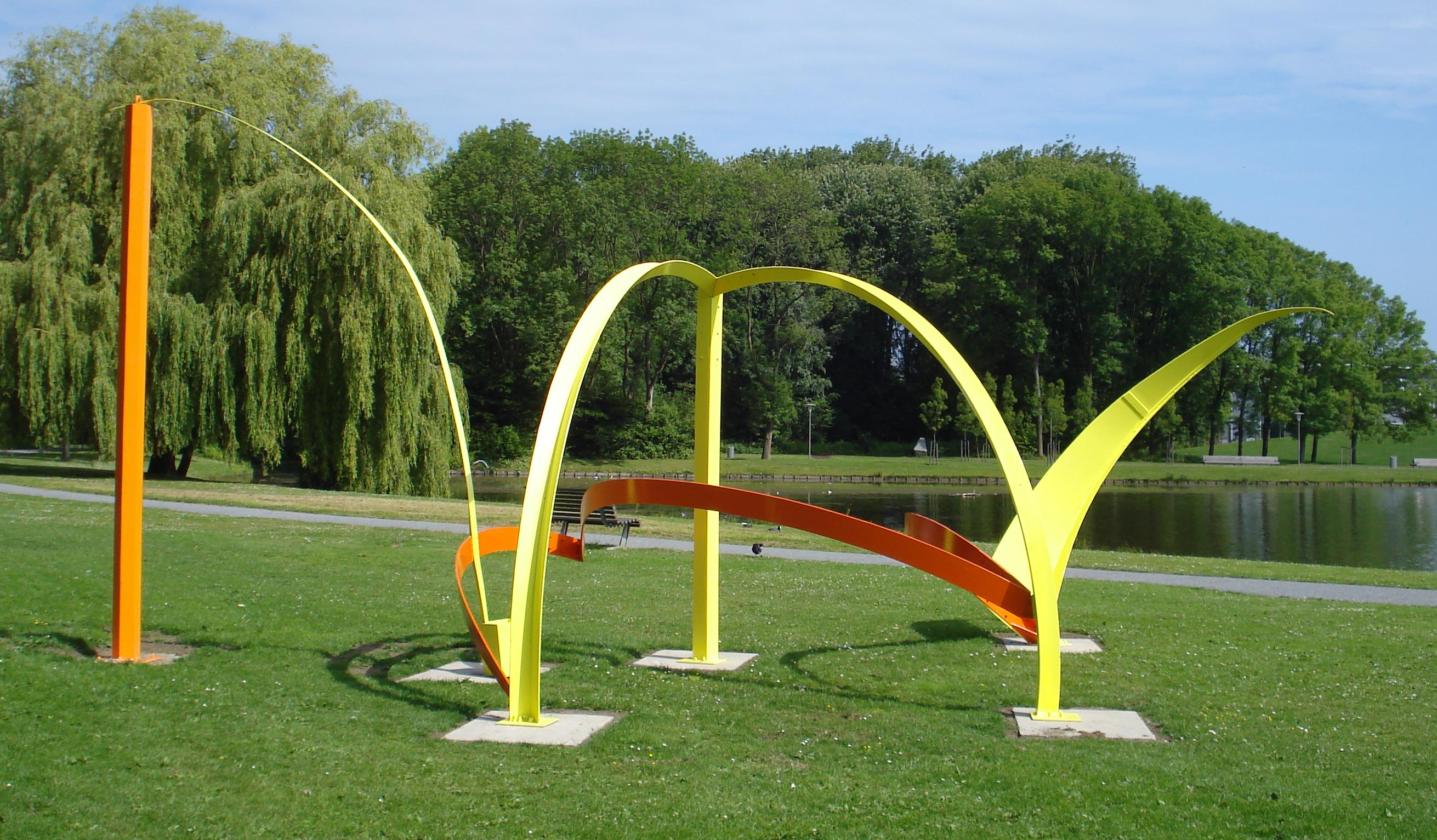
Quill (1971) i Rotterdam.